# Anstalten Gruvberget
Gruvberget är en kriminalvårdsanstalt av säkerhetsklass 3 och är belägen cirka fyra mil söder om Bollnäs i Gävleborgs län. Anstalten är en gammal skogsarbetarby med 11 bostadsvillor som bedriver en mängd olika kurser samt sommar - eller vintervistelser som intagna får ansöka om att få delta i efter uppföljda kriterier. Ibland kan familjemedlemmar eller andra nära anhöriga få delta och bo tillsammans med intagna i husen.